# Elezioni regionali nel Lazio del 2010
Le elezioni regionali italiane del 2010 nel Lazio si sono tenute il 28 ed il 29 marzo. Esse hanno visto la vittoria di Renata Polverini, candidata del centro-destra, che ha ottenuto il 51,14% dei voti, sconfiggendo Emma Bonino, sostenuta dal centro-sinistra, che ha raccolto il 48,32%.
In questa tornata elettorale, per la prima volta nella storia del Lazio, la sfida per la presidenza è stata interamente al femminile: infatti, oltre a Bonino e Polverini la terza candidata è stata Marzia Marzoli della lista Rete dei Cittadini.
Il primo partito della regione è stato la lista civica Renata Polverini Presidente, che ha ottenuto circa 640.000 voti, staccando il Partito Democratico per 1.500 voti.

## Composizione degli schieramenti e candidature
Rispetto alle elezioni regionali del 2005, il quadro degli schieramenti è rimasto pressoché inalterato. Si ricompongono, dunque, gli schieramenti di centrosinistra e di centrodestra, dopo le spaccature registratesi alle elezioni politiche del 2008.

### Centrosinistra
Il centrosinistra ha deciso di ripresentarsi nella sua forma tradizionale, ossia una coalizione che è composta da Partito Democratico e dai partiti che nello spazio politico si collocano nel centro-sinistra e alla sua sinistra.

### Centrodestra
Il centrodestra ricalca, invece, la stessa formazione della Casa delle Libertà. Unico cambiamento è rappresentato dall'ingresso nella coalizione dei Popolari UDEUR che, nel 2005, era alleata dei partiti de L'Unione.

### Altri
Al di fuori dei due poli, l'unica lista presentata è stata la Rete dei Cittadini.

## Le candidate alla presidenza
Le candidate alla presidenza della Regione ammessi alla competizione, riportati in ordine alfabetico, sono stati tre:
- Emma Bonino, vicepresidente del Senato, ex Ministro, ex Commissario europeo ed esponente dei Radicali Italiani, che è stata appoggiata da Partito Democratico, Italia dei Valori, Lista Emma Bonino, Partito Socialista Italiano, Sinistra Ecologia Libertà, Federazione dei Verdi, Federazione della Sinistra e dalla lista civica Cittadini/e per Bonino.
- Marzia Marzoli, sostenuta dalla Rete dei Cittadini.
- Renata Polverini, già segretaria dell'Unione Generale del Lavoro, in rappresentanza di Popolo della Libertà, Unione di Centro, Alleanza di Centro, Popolari UDEUR, Partito Pensionati, La Destra e delle liste civiche Rete Liberal Sgarbi, Il Popolo della Vita - La Voce dei Consumatori e Renata Polverini presidente.

## Risultati elettorali
| Candidati                                                       | Candidati                                                       | Voti                                                            | %     | Liste                       | Voti      | %     | Seggi |
| --------------------------------------------------------------- | --------------------------------------------------------------- | --------------------------------------------------------------- | ----- | --------------------------- | --------- | ----- | ----- |
|                                                                 | Renata Polverini (Per il Lazio) ✔️ Presidente                   | 1 409 025                                                       | 51,14 | Renata Polverini Presidente | 646 774   | 26,36 | 15    |
| Il Popolo della Libertà                                         | Renata Polverini (Per il Lazio) ✔️ Presidente                   | 1 409 025                                                       | 51,14 | 291 199                     | 11,87     | 7     |       |
| Unione di Centro                                                | Renata Polverini (Per il Lazio) ✔️ Presidente                   | 1 409 025                                                       | 51,14 | 150 293                     | 6,13      | 3     |       |
| La Destra                                                       | Renata Polverini (Per il Lazio) ✔️ Presidente                   | 1 409 025                                                       | 51,14 | 97 186                      | 3,96      | 2     |       |
| Popolari UDEUR                                                  | Renata Polverini (Per il Lazio) ✔️ Presidente                   | 1 409 025                                                       | 51,14 | 21 120                      | 0,86      | –     |       |
| Alleanza di Centro                                              | Renata Polverini (Per il Lazio) ✔️ Presidente                   | 1 409 025                                                       | 51,14 | 17 375                      | 0,71      | –     |       |
| Rete Liberal Sgarbi                                             | Renata Polverini (Per il Lazio) ✔️ Presidente                   | 1 409 025                                                       | 51,14 | 15 537                      | 0,63      | –     |       |
| Il Popolo della Vita - La Voce dei Consumatori                  | Renata Polverini (Per il Lazio) ✔️ Presidente                   | 1 409 025                                                       | 51,14 | 12 531                      | 0,51      | –     |       |
| Partito Pensionati                                              | Renata Polverini (Per il Lazio) ✔️ Presidente                   | 1 409 025                                                       | 51,14 | 8 079                       | 0,33      | –     |       |
| Seggi assegnati alla lista regionale                            | Seggi assegnati alla lista regionale                            | Seggi assegnati alla lista regionale                            | 51,14 | 14                          |           |       |       |
|                                                                 | Emma Bonino (Emma Bonino Presidente)                            | 1 331 375                                                       | 48,32 | Partito Democratico         | 645 187   | 26,30 | 15    |
| Italia dei Valori                                               | Emma Bonino (Emma Bonino Presidente)                            | 1 331 375                                                       | 48,32 | 211 561                     | 8,62      | 5     |       |
| Lista Bonino Pannella                                           | Emma Bonino (Emma Bonino Presidente)                            | 1 331 375                                                       | 48,32 | 80 982                      | 3,30      | 2     |       |
| Sinistra Ecologia Libertà                                       | Emma Bonino (Emma Bonino Presidente)                            | 1 331 375                                                       | 48,32 | 77 134                      | 3,14      | 2     |       |
| Federazione della Sinistra                                      | Emma Bonino (Emma Bonino Presidente)                            | 1 331 375                                                       | 48,32 | 67 386                      | 2,75      | 1     |       |
| Lista Civica Cittadini/e per Bonino                             | Emma Bonino (Emma Bonino Presidente)                            | 1 331 375                                                       | 48,32 | 40 097                      | 1,63      | 1     |       |
| Partito Socialista Italiano                                     | Emma Bonino (Emma Bonino Presidente)                            | 1 331 375                                                       | 48,32 | 33 160                      | 1,35      | 1     |       |
| Federazione dei Verdi                                           | Emma Bonino (Emma Bonino Presidente)                            | 1 331 375                                                       | 48,32 | 29 725                      | 1,21      | 1     |       |
| Seggio assegnato al candidato presidente classificatosi secondo | Seggio assegnato al candidato presidente classificatosi secondo | Seggio assegnato al candidato presidente classificatosi secondo | 48,32 | 1                           |           |       |       |
|                                                                 | Marzia Marzoli                                                  | 14 685                                                          | 0,53  | Rete dei Cittadini          | 7 860     | 0,32  | –     |
| Totale                                                          | Totale                                                          | 2 755 085                                                       | 100   |                             | 2 453 186 | 100   | 70    |

## Consiglieri eletti
| Lista                                   | Lista                                       | Circoscrizioni                   | Circoscrizioni               | Circoscrizioni                | Circoscrizioni             | Circoscrizioni               |
| Lista                                   | Lista                                       | Frosinone                        | Latina                       | Rieti                         | Roma                       | Viterbo                      |
| --------------------------------------- | ------------------------------------------- | -------------------------------- | ---------------------------- | ----------------------------- | -------------------------- | ---------------------------- |
| Renata Polverini Presidente (15)        |                                             | Enzo Di Stefano (4.558)          | Gianfranco Sciscione (2.941) |                               | Mario Brozzi (22.417)      |                              |
| Renata Polverini Presidente (15)        |                                             | Olimpia "Tarsia" Tarzia (21.545) |                              |                               |                            |                              |
| Renata Polverini Presidente (15)        | Giuseppe Melpignano (17.111)                |                                  |                              |                               |                            |                              |
| Renata Polverini Presidente (15)        | Francesco Saponaro (16.733)                 |                                  |                              |                               |                            |                              |
| Renata Polverini Presidente (15)        | Luigi "Abbate" Abate (15.489)               |                                  |                              |                               |                            |                              |
| Renata Polverini Presidente (15)        | Alessandro Vicari (13.499)                  |                                  |                              |                               |                            |                              |
| Renata Polverini Presidente (15)        | Maurizio Perazzolo (13.097)                 |                                  |                              |                               |                            |                              |
| Renata Polverini Presidente (15)        | Gilberto Casciani (12.816)                  |                                  |                              |                               |                            |                              |
| Renata Polverini Presidente (15)        | Nicola Illuzzi (12.587)                     |                                  |                              |                               |                            |                              |
| Renata Polverini Presidente (15)        | Rocco Pascucci (11.803)                     |                                  |                              |                               |                            |                              |
| Renata Polverini Presidente (15)        | Antonio Paris (10.872)                      |                                  |                              |                               |                            |                              |
| Renata Polverini Presidente (15)        | Gianfranco Gatti (10.244)                   |                                  |                              |                               |                            |                              |
| Renata Polverini Presidente (15)        | Angelo Miele (10.047)                       |                                  |                              |                               |                            |                              |
| Renata Polverini Presidente (15)        | Andrea Bernaudo (9.554)                     |                                  |                              |                               |                            |                              |
| Renata Polverini Presidente (15)        | Pino Palmieri (9.271)                       |                                  |                              |                               |                            |                              |
| Partito Democratico (15)                |                                             | Francesco Scalia (20.452)        | Claudio Moscardelli (15.917) | Mario Perilli (5.569)         | Bruno Astorre (22.355)     | Giuseppe Parroncini (10.178) |
| Partito Democratico (15)                |                                             |                                  | Esterino Montino (21.745)    |                               |                            |                              |
| Partito Democratico (15)                | Umberto "Carlo" Ponzo (15.958)              |                                  |                              |                               |                            |                              |
| Partito Democratico (15)                | Marco Di Stefano (15.599)                   |                                  |                              |                               |                            |                              |
| Partito Democratico (15)                | Claudio Mancini (15.493)                    |                                  |                              |                               |                            |                              |
| Partito Democratico (15)                | Mario Mei (14.775)                          |                                  |                              |                               |                            |                              |
| Partito Democratico (15)                | Enzo Foschi (14.297)                        |                                  |                              |                               |                            |                              |
| Partito Democratico (15)                | Carlo Lucherini (12.040)                    |                                  |                              |                               |                            |                              |
| Partito Democratico (15)                | Francesco "Franco" Dalia (11.293)           |                                  |                              |                               |                            |                              |
| Partito Democratico (15)                | Mario Di Carlo (10.522)                     |                                  |                              |                               |                            |                              |
| Partito Democratico (15)                | Tonino D'Annibale (10.298)                  |                                  |                              |                               |                            |                              |
| Il Popolo della Libertà (7)             |                                             | Franco Fiorito (26.217)          | Claudio Fazzone (28.817)     | Antonio Cicchetti (13.946)    |                            | Francesco Battistoni (9.149) |
| Il Popolo della Libertà (7)             | Mario Abbruzzese (22.553)                   | Stefano Galetto (20.715)         |                              | Giancarlo Gabbianelli (8.484) |                            |                              |
| Il Popolo della Libertà (7)             | Giovanni Di Giorgi (10.453)                 |                                  |                              |                               |                            |                              |
| Italia dei Valori (5)                   |                                             | Anna Maria Tedeschi (2.821)      |                              |                               | Vincenzo Maruccio (8.032)  |                              |
| Italia dei Valori (5)                   | Claudio Bucci (7.187)                       |                                  |                              |                               |                            |                              |
| Italia dei Valori (5)                   | Giovanni "Gianni" Loreto Colagrossi (5.230) |                                  |                              |                               |                            |                              |
| Italia dei Valori (5)                   | Giulia Rodano (4.919)                       |                                  |                              |                               |                            |                              |
| Unione di Centro (3)                    |                                             |                                  | Aldo Forte (10.540)          |                               | Pietro Sbardella (15.844)  |                              |
| Unione di Centro (3)                    | Raffaele D'Ambrosio (10.534)                |                                  |                              |                               |                            |                              |
| La Destra (2)                           |                                             |                                  |                              |                               | Francesco Storace (15.174) |                              |
| La Destra (2)                           | Roberto Buonasorte (4.050)                  |                                  |                              |                               |                            |                              |
| Lista Bonino Pannella (1)               |                                             |                                  |                              |                               | Giuseppe Rossodivita (776) |                              |
| Sinistra Ecologia Libertà (2)           |                                             |                                  |                              |                               | Luigi Nieri (7.812)        |                              |
| Sinistra Ecologia Libertà (2)           | Filiberto Zaratti (5.839)                   |                                  |                              |                               |                            |                              |
| Federazione della Sinistra (1)          |                                             |                                  |                              |                               | Margherita Hack (7.205)    |                              |
| Federazione dei Verdi (1)               |                                             |                                  |                              |                               | Angelo Bonelli (2.594)     |                              |
| Lista Civica Cittadini/e per Bonino (1) |                                             |                                  |                              |                               | Giuseppe Celli (6.778)     |                              |
| Partito Socialista Italiano (1)         |                                             |                                  |                              |                               | Luciano Romanzi (1.838)    |                              |

## Il "caos liste"
Questa tornata elettorale ha visto l'esclusione della lista de Il Popolo della Libertà nella provincia di Roma, non avendo presentato la documentazione necessaria nei tempi previsti.. Il 27 febbraio, termine ultimo per la presentazione delle candidature, il rappresentante di lista del PdL, Alfredo Milioni, si è effettivamente recato all'ufficio elettorale del Tribunale di Roma, salvo poi allontanarsene; al momento di rientrare, però, è stato bloccato dai rappresentanti degli altri soggetti politici e dalle forze dell'ordine, poiché i termini di presentazione delle liste erano ormai scaduti. Il PdL ha fatto ricorso al TAR e, successivamente, al Consiglio di Stato, che però hanno rigettato il ricorso. Al fine di riammettere la lista, si è giunti all'approvazione di un decreto-legge interpretativo: ciò ha suscitato roventi polemiche, protrattesi anche dopo la controfirma del Presidente della repubblica. La lista del PdL, comunque, è rimasta esclusa dalla competizione elettorale: le elezioni regionali, infatti, seguono una legge regionale e non nazionale e quindi il decreto interpretativo non è stato preso in considerazione.
Un ulteriore fronte di polemica si è aperto dopo l'esclusione, e la successiva riammissione, della lista Rete Liberal. Rivendicando il diritto ad un periodo di campagna elettorale pari a quello avuto dalle altre liste in campo, Sgarbi ha chiesto il rinvio del voto, ma la sua richiesta non è stata accolta..
Per tutto il periodo della campagna elettorale la Rete dei Cittadini, il terzo schieramento a queste elezioni, ha denunciato l'oscuramento subito dai media; la denuncia ha trovato riscontro nelle multe che il CORECOM ha comminato ad alcune testate televisive per gravi violazioni della par condicio in particolare nei confronti della lista Rete dei Cittadini
.